# Classe Collins
La classe Collins è una tipologia di sottomarini della Royal Australian Navy.
La classe è composta da 6 sottomarini costruiti tra il 1990 e il 2003 da Australian Submarine Corporation, su progetto della svedese Kockums Naval Solutions, in quanto si tratta di una versione ingrandita della classe Västergötland.
I sottomarini della classe Collins hanno sostituito, nella RAN, i 6 sottomarini della classe Oberon; essi avrebbero dovuto essere sostituiti da battelli convenzionali classe Attack sviluppati appositamente dalla francese Naval Group ma i ritardi protrattesi nel programma, selezionato nel 2016, hanno portato alla loro cancellazione nel 2021 in favore di una classe di battelli nucleari da costruirsi in stretta collaborazione con americani e britannici in virtù dell’accordo denominato AUKUS e siglato il 15 settembre dello stesso anno.
I sottomarini classe Collins possono imbarcare fino a 15 tonnellate di acqua prima di iniziare ad affondare.